# Bilisht
Bilisht (albanisch auch Bilishti; mazedonisch Билишта Bilišta) ist ein Städtchen im Südosten Albaniens. Es ist Hauptort der Gemeinde Devoll, der zum Qark Korça gehört. Die Stadt Korça ist 27 Kilometer entfernt. Die Stadt hat 7287 Einwohner (Volkszählung 2023).
2015 wurde die Gemeinde (bashkia) Bilisht aufgelöst und in die neue Gemeinde Devoll integriert, die alle Gemeinden des ehemaligen Kreises Devoll umfasst.

## Geographie
Bilisht liegt auf 930 m ü. A. östlich der Morava-Berge auf einer Hochebene, die vom Oberlauf des Devoll durchflossen wird. Durch den Ort verläuft die wichtige Fernstraße von Korça nach Florina in Griechenland. Der Grenzübergang Kapshtica ist acht Kilometer entfernt.

## Bevölkerung
Bilisht hatte im Jahr 2001 noch 6250 Einwohner. Die Bevölkerungszunahme um 17 % während zwölf Jahren ist atypisch für ländliche Regionen in Albanien, das unter einer starken Emigration leidet. Seit dem Ende des kommunistischen Regimes, als Devoll eine abgeschiedene Randregion war, ist die Stadt um rund einen Drittel gewachsen.
Die Mehrheit der Einwohner von Bilisht sind Muslime (vornehmlich Sunniten), jedoch auch Bektaschi; es gibt aber auch eine große christlich-orthodoxe Gemeinde und kleine Minderheiten anderer christlicher Konfessionen. Die Bevölkerung lebt vornehmlich von Handel und Landwirtschaft.

## Geschichte
Bilisht wurde im Jahr 1505 zum ersten Mal schriftlich erwähnt. Zu jener Zeit war die Gegend Teil des Osmanischen Reiches. 1913 wurde der Ort Albanien zugeschlagen, er stand aber für einige Jahre bis 1920 unter griechischer, zeitweise auch französischer Besatzung. 1917 wurde die erste Schule eingerichtet. 1921 hatte Bilisht etwa 2000 Einwohner. Im Zweiten Weltkrieg war die Region Devoll Kriegsschauplatz. Von hier aus drangen im Oktober 1940 die Italiener während des Griechisch-Italienischen Krieges nach Griechenland vor. Sie wurden aber zurückgeschlagen, und die Griechen besetzten Bilisht von Anfang November 1940 bis April 1941. Danach waren wieder die Italiener Herren der Stadt, bis sie 1943 von der Wehrmacht abgelöst wurden. Im Sommer 1944 wurde Bilisht von albanischen Partisanen befreit.

## Wirtschaft
In Bilisht gibt es eine Textilfabrik mit rund 500 Mitarbeitern. Daneben bestehen einige kleinere Handels- und Verkaufsunternehmen. Viele sind auch in der Landwirtschaft und Viehzucht beschäftigt und einige finden im benachbarten Korça Arbeit.

## Sport
Der lokale Fußballverein KF Bilisht Sport spielt in der Saison 2020/21 in der dritthöchsten Liga.

## Persönlichkeiten
- Jashar Kovaçi (1930–1992), Volksmusiker
- Thanas Jorgji (* 1955), Schriftsteller
- Kristi Qose (* 1995), Fußballspieler